# Jodłowa (gmina)
Pour la localité, voir Jodłowa.
Jodłowa [jɔdˈwɔva] est une commune rurale (gmina) de la Voïvodie des Basses-Carpates et du powiat de Dębica. Elle s'étend sur 59,9 km² et comptait 5 467 habitants en 2010.
Elle se situe à environ 22 kilomètres au sud de Dębica et à 54 kilomètres à l'ouest de Rzeszów, la capitale régionale.

## Géographie

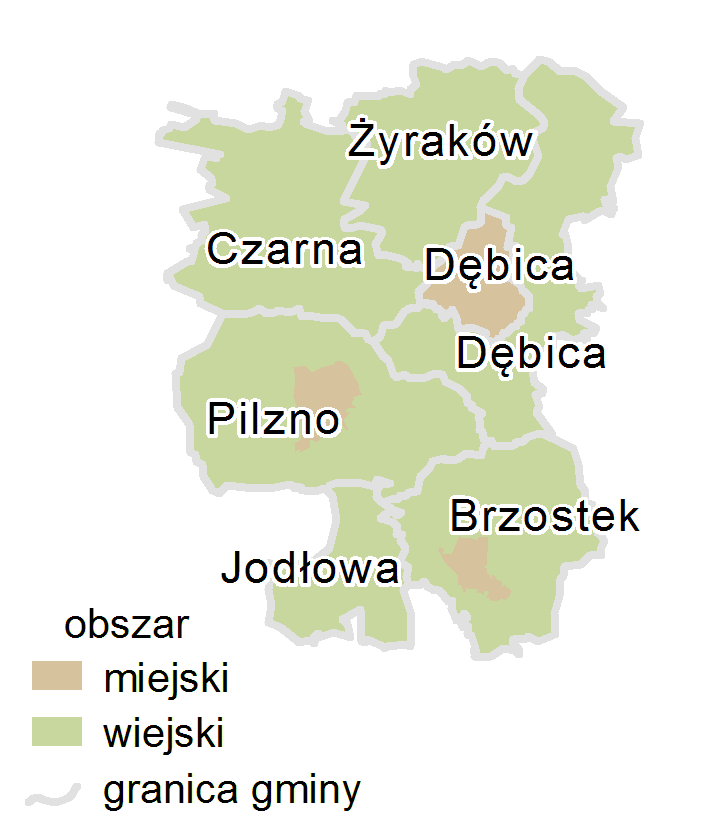
Carte du powiat (urbain en marron et rural en vert)